# Col de Roche-à-Frêne
De Col de Roche-à-Frêne (hoogteverschil: 190 meter) is een klassieke beklimming bij het Belgische dorpje Roche-à-Frêne (gemeente Manhay). Met een gemiddeld stijgingspercentage van 9,5% staat hij in de index van de Belgische hellingen (COTACOL) op plaats 33 van zwaarste hellingen.